# Wilfried van Winden

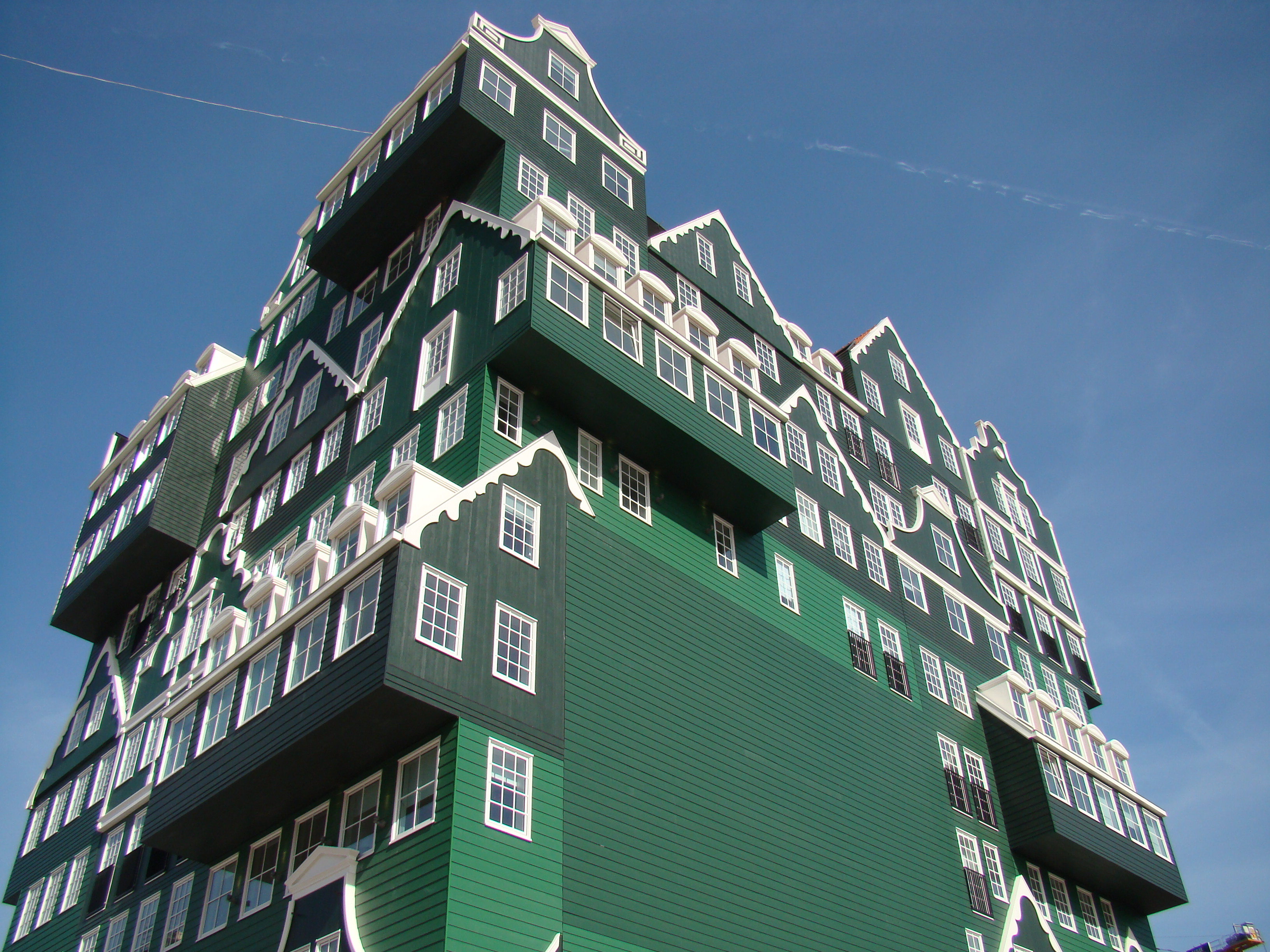
Inntel Hotel, Zaandam

Wilfried van Winden (Delft, 24 november 1955) is een Nederlandse architect. Van Winden verwierf vooral bekendheid met zijn ontwerp voor het Inntel Hotel te Zaandam.

## Loopbaan
Van Winden studeerde in 1987 af als architect aan de TU Delft. In 1985 was hij medeoprichter van het bureau Molenaar & Van Winden Architecten in Delft. Van Winden verliet in januari 2009 het bureau en startte zelfstandig een nieuw bureau WAM architecten. Naast het Inntel Hotel ontwierp van Winden onder andere de Essalammoskee in Rotterdam-Zuid, woongebouw De Oriënt in de Haagse wijk Transvaal en woongebouw De Marquant in Breda.

## Publicaties
Van Winden houdt zich, naast ontwerpen, bezig met onderzoek en het schrijven van artikelen en essays over uiteenlopende onderwerpen. 
Een jarenlang onderzoek naar het ontwerp van Nederlandse en Duitse snelwegen resulteerde onder meer in de publicatie – met coauteur Wim Nijenhuis –  van De diabolische snelweg (2007).

In 2010 verscheen de publicatie Fusion: pleidooi voor een sierlijke architectuur in een open samenleving.Hierin lanceert Wilfried van Winden het idee van Fusion-architectuur.
Fusion is geen stijl, maar een houding: een strategie van de open geest, die geen taboes aanvaardt.  Fusion-architectuur staat voor een inventieve wijze van mengen en verbinden van heden en verleden, van Oost en West, van traditie en vernieuwing en van high en low. 

Het Inntel Hotel Zaandam, de Essalam Moskee in Rotterdam en het woningbouwproject De Oriënt in Den Haag zijn goede voorbeelden van Fusion-architectuur uit zijn eigen werk.